# Médaille de Corée
La Korea Medal (en français : Médaille de Corée), également nommée Queen's Korea Medal est une décoration militaire créée en 1951 en reconnaissance aux forces armées de l'Australie, du Canada, de la Nouvelle-Zélande, et du Royaume-Uni qui ont participé à au moins une journée de service à terre ou 28 jours de service en mer pendant la guerre de Corée. Cette décoration est identique quel que soit le pays du récipiendaire, à l'exception du Canada. Étant une décoration très répandue, la Korea Medal est placée selon l'ordre de préséance de chaque pays des récipiendaires.

## Historique
La guerre de Corée est le premier événement militaire auquel l'Organisation des Nations unies (ONU) a pris part dans un rôle militaire de suppression d'une agression à l'intérieur d'un pays membre. Vingt pays membres y ont participé dans le cadre de la résolution 84 du Conseil de sécurité des Nations unies, un effort international visant à stopper l'envahissement de la Corée du Sud par la Corée du Nord. La Korea Medal a été créée en juillet 1951 pour les forces armées du roi George VI ayant participé à la Guerre de Corée, et plus particulièrement l'Australie, le Canada, la Nouvelle-Zélande, et le Royaume-Uni. L'Afrique du Sud produisit sa propre version de la médaille de Corée.

## Description

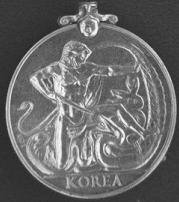
Revers de la médaille.

Dessinée par Edward Carter Preston (en), la Korea Medal est un médaillon de 36 mm de diamètre en cupro-nickel avec, sur l'avers, les mots ELIZABETH II DEI GRA. BRITT. OMN. REGINA F.D. (abréviation en latin de : « Elizabeth II, par la Grâce de Dieu Reine de tous les britanniques, Défenseur de la foi ») avec en son centre l'effigie de la reine Élisabeth II, symbolisant son rôle de fons honorum et Commandant en chef des armées. À l'époque de la création de la décoration, le roi était George VI et son effigie devait figurer sur la médaille. Mais après sa mort le 6 février 1952, son effigie est remplacée par celle de sa fille non couronnée.
Le revers porte une représentation d'Hercule luttant avec l'hydre — cette symbolique représente la lutte contre le communisme — avec le mot KOREA en dessous. La version canadienne est absolument identique, mais réalisée en argent et sur l'avers les mots sont ELIZABETH II DEI GRATIA REGINA CANADA (« Elizabeth II, par la Grâce de Dieu Reine du Canada »). Le nom du récipiendaire et son régiment sont gravés sur la tranche du médaillon.
Le ruban de 31,6 mm possède cinq bandes verticales jaunes et bleues en alternance. Ces couleurs représentent les Nations unies. Cette décoration ne possède par de BAR, la seule particularité réside dans une branche de chêne en bronze représentant la Citation militaire britannique (Mentioned in Despatches) du récipiendaire.

## Éligibilité et allocation
Les membres des forces armées canadiennes ont été décorés de la Korea Medal pour service actif en péninsule de Corée entre le 2 juillet 1950 et le 27 juillet 1953. Pour recevoir cette décoration, le personnel de la marine devait passer au moins 28 jours à bord d'un navire dans la zone d'opérations de la mer Jaune ou de la mer du Japon, ou au moins un jour à terre. Le personnel de l'armée de l'air devait avoir effectué une sortie au-dessus de la péninsule ou des mers environnantes, ou bien respecter les mêmes dispositions que le personnel de la marine. Le personnel de l'armée de terre devait respecter un minimum d'une journée de service dans des unités ayant servi en Corée. Tous les membres des forces armées étant officiellement resté au moins 30 jours dans la région sont aussi éligible à la décoration, ainsi que le personnel blessé ou tué, sans durée minimale de présence. Dans beaucoup de pays, les civils membres de la Croix-Rouge, de l'Armée du salut ou du YMCA pouvaient recevoir la Korea Medal, selon les exigences de la marine s'ils avaient servi sur un navire hôpital, ou de l'armée de terre s'ils étaient stationnés à terre.
Environ 15 000 médailles de Corée ont été décernées aux personnels militaires canadiens, parmi lesquels 33 membres de la Royal Canadian Navy et 248 membres de l'armée canadienne ont reçu une branche de chêne en bronze avec leur décoration.
Tous les militaires ayant reçu la Korea Medal sont automatiquement éligibles pour la médaille des Nations unies pour la Corée. De plus, le gouvernement de Corée du Sud a offert à tous les militaires des Nations unies la Korean War Service Medal (Médaille pour le Service en Corée), bien que la régulation des décorations militaires ne permît pas aux personnels issus du Commonwealth de recevoir une autre décoration pour le même événement ; en 2001, Elizabeth II, en tant que Reine de la Nouvelle-Zélande, approuva le port de la Korean War Service Medal pour tous les néo-zélandais qui avaient auparavant reçu la Korea Medal.